# Svenska kyrkan i Torrevieja
Svenska kyrkan i Torrevieja är en av Svenska kyrkans utlandsförsamlingar. 

## Administrativ historik
Församlingen bildades 1994. 

## Kyrkoherdar
| Ämbetstid | Namn            | Levnadstid | Övrigt |
| --------- | --------------- | ---------- | ------ |
| 2011–2016 | Michael Franzén | 1954–      | [ 1 ]  |

### Diakoner
| Ämbetstid | Namn            | Levnadstid | Övrigt |
| --------- | --------------- | ---------- | ------ |
| 2011–2016 | Susanne Franzén | 1955–      | [ 1 ]  |

### Fotnoter
1. 1 2   Matrikel 2016: Svenska kyrkan (69:a utgåvan). Stockholm: Verbum. 2016. sid. 417. ISBN 978-91-5263615-2